# Шараби, Шалом
Шалом Шараби (1720—18 января 1777, Иерусалим) — каббалист, уроженец Йемена, автор многих произведений по каббале. Известен также под именем РАШАШ (Рав Шалом Шараби). Шалом Шараби является автором знаменитых медитаций (каванот) к молитвам (каванот ха-Рашаш) и одним из наиболее значимых восточных каббалистов.

## Биография
Шалом Шараби родился в Сане в 1720 году. Его отец рано умер, и молодой Шалом много времени уделял заботе о своей семье. Он увлёкся изучением каббалы с раннего возраста. В 18 лет Шалом решил отправиться в Иерусалим, чтобы изучать каббалу у иерусалимских каббалистов. Его дорога проходила через Индию, Иран, Ирак, Сирию.
В Багдаде у Шалома проявились высшие каббалистические способности, чему были свидетели при его посещении могилы Ицхака гаона. Бен Иш Хай подробно описал в своей книге посещение Рашашом Ирака.
Прибыв в Иерусалим, Шалом стал служкой в каббалистической иешиве «Бейт-Эль», преподавателем которой был Гедалия Хаюн. Шалом скрывал свои познания в каббале, однако видя затруднения местных каббалистов понять Зоар, решил им помочь, и таким образом его познания вскоре раскрылись. Рав Гедалия Хаюн высоко ценил своего ученика и назначил его своим преемником, незадолго до того как оставил наш мир.
В 1751 году Шалом стал руководителем «Бейт-Эль», и пробыл на этой должности до самой смерти. Он пользовался большим уважением не только евреев, но и арабов. Шалом Шараби и его ученики каббалисты называли себя «обществом любви к миру».

## Книги
- Каванот ха-Рашаш (медитации Рашаша)
- Ор Рашаш (Свет Рашаша)
- Реховот ха-Нахар (Дороги реки)
- Эмет ве-Шалом (Правда и мир)